# Chorizagrotis boretha
Chorizagrotis boretha är en fjärilsart som beskrevs av Smith 1908. Chorizagrotis boretha ingår i släktet Chorizagrotis och familjen nattflyn. Inga underarter finns listade i Catalogue of Life.